# Cataglyphis nodus
Cataglyphis nodus es una especie de hormiga del género Cataglyphis, familia Formicidae. Fue descrita científicamente por Brullé en 1833.
Se distribuye por Túnez, Armenia, Georgia, Irán, Israel, Jordania, Arabia Saudita, Siria, Turquía, Turkmenistán, Emiratos Árabes Unidos, Uzbekistán, Albania, Bulgaria, Croacia, Grecia, Macedonia, Montenegro, Rumania, Rusia y Eslovaquia. Se ha encontrado a elevaciones de hasta 735 metros. Vive en caminos arenosos y el forraje.